# Анрієтт Вінсент
Анрієтт Вінсент (фр. Henriette Vincent, уроджена Henriette Antoinette Rideau du Sal ; 29 травня 1786 — 6 червня 1834) — французька художниця, ботанічна ілюстраторка.

## Biographie
Анрієтт-Антуанетт Рідо дю Саль народилася 29 травня 1786 року в Бресті. Вона була дочкою Анрі Марселя Рідо дю Саля, комісара ВМС, та його дружини Франсуази Катерини Томаз Анни Етесс. У 1803 році вона вийшла заміж за Амбруаза Мері Вінсента, інженера та архітектора.
Анрієтт вивчала живопис у Парижі у Жерара ван Спандонка та П'єра-Жозефа Редуте, обидва були флористами та художниками французького двору. Редуте багато часу проводив, малюючи троянди та інші квіти в саду Мальмезон за часів правління Наполеона. Під їхньою опікою вона стала видатною художницею, яка змагалася з Редуте у майстерності відтворення кольору. Вона працювала під ім'ям Анрієтт Вінсент, іноді називаючи себе «Мадам Вінсент». Її співпраця з Редуте призвели до того, що вона отримала багато замовлень та можливість виставляти свої роботи в Паризькому салоні у 1814, 1819, 1822 та 1824 роках, що було рідкістю для жінок-художниць того часу.
У 1831 році мадам Вінсент переїхала до абатства Сен-Геноле у Ландевеннеку, померла там через кілька років, 6 червня 1834 року.

## Творчість

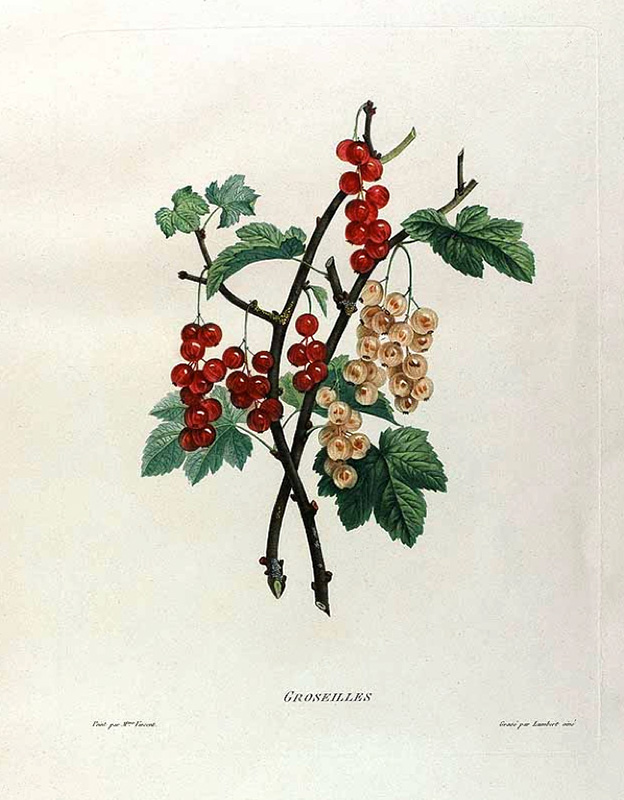
Ribes rubrum (1820), гравюра за картиною Анрієтт Вінсент.

Головна праця Анрієтт Вінсент Études de fleurs et de fruits peints d'après nature («Етюди квітів і фруктів, намальованих з натури»), вперше була опублікована в Парижі у 1820 році, містила 48 кольорових гравюр, виконаних вручну Ламбертом Старшим. Сюжети акварелей включали звичайні квіти, такі як тюльпани, троянди, нарциси, гіацинти, гвоздики та анемони; серед зображених фруктів були виноград, вишні, сливи та полуниця. На дрібно деталізованих та натуралістичних зображеннях зазвичай зображено грона квітів та фруктів з листям на однотонному фоні, і вони можуть містити такі деталі, як краплі води, сонечко, що сидить на листку, або метелики, що пурхають поруч.
Хоча наукової точності не завжди було дотримано, картини Вінсент продовжують цінуватися за свою витонченість. Існує лише п'ять примірників Études de fleurs et de fruits peints d'après nature; серед установ, які зберігають копії, є Британський музей та Чиказький ботанічний сад.
У 1835 році було опубліковано другий посмертний том її творів: Collection de 24 Bouquets de Fleurs. Букети містять від двох до п'яти різних видів квітів, деякі в букетах, інші у вазах або чашах. Робота, обсягом 11 дюймів, була визнана неперевершеною, що підвищує загальну репутацію французьких художників-флористів того періоду.
У 2013 році роботи Анрієтт Вінсент були показані на виставці «Жіноча перспектива: жінки-художниці та ілюстраторки», організованої бібліотекою Ленхардта в Чиказькому ботанічному саду.